# Molvány
Molvány là một thị trấn thuộc hạt Baranya, Hungary. Thị trấn này có diện tích 13,76 km², dân số năm 2010 là 184 người, mật độ 13 người/km².